# Кристофер, Джозеф
Джозеф Джерард Кристофер (англ. Joseph Gerard Christopher) — американский серийный убийца, расист. Известен также как «Убийца с 22-м калибром», «Потрошитель из Мидтауна». Он убил 12 человек и ранил множество других людей. Почти все его жертвы — афроамериканцы, только один был испаноговорящим мужчиной. Причиной, побудившей Джозефа Кристофера совершить преступления, стала патологическая расовая ненависть.

## Ранняя жизнь
Родился в семье медсестры Терезы Кристофер (в девичестве Хёрли) и подсобного рабочего в нью-йоркском департаменте санации Николаса Кристофера. Отец, будучи охотником, научил юного Джозефа пользоваться огнестрельным оружием и привил любовь к уличному активному отдыху. У Джозефа были две старшие сестры и одна младшая.
В 1971 года поступил в профучилище на автомеханика, где запомнился как тихий и способный ученик, но в начале 1974 года отчислился. С тех пор перебивался подработками, и позже устроился ремонтником в ночные смены в Канизийском колледже, откуда был уволен в марте 1979 года за сон на рабочем месте, после чего вернулся жить с родителями.
Страдая параноидальной шизофренией, обращался за медицинской помощью в 1978 году, чувствуя значительное ухудшение своего психического состояния. В сентябре 1980 года хотел добровольно лечь в психлечебницу в Буффало, но ему отказали с обоснованием, что он не является угрозой для себя и окружающих. Через две недели после этого Джозеф начал совершать убийства.

## Преступления
22 сентября 1980 года 25-летний Джозеф Кристофер застрелил 14-летнего Гленна Данна возле супермаркета. На следующий день он убил 32-летнего Гарольда Грина, обедавшего в ресторане быстрого питания. Тем же вечером он застрелил 30-летнего Эммануэля Томаса, а 24 сентября — Джозефа Маккоя. Следующими жертвами (в октябре 1980 года) стали двое таксистов: оба были забиты насмерть, а их сердца были вырезаны. Один из них, 71-летний Парлер Эдвардс, был найден в багажнике автомобиля, а второй, сорокалетний Эрнест Джонс, — около реки в городе Тонованда, его окровавленное такси нашли в трех милях от места обнаружения тела. 10 октября Джозеф Кристофер проник в больницу в палату к чернокожему пациенту и, приговаривая, что он «ненавидит ниггеров», попытался его задушить. Только появление медсестры спасло жертву, отделавшуюся травмами шеи.
После этого Кристофер пошёл добровольцем в армию и находился на военной базе Форт-Беннинг до рождественского отпуска. Вернувшись домой на праздники, 22 декабря жертвами Кристофера стали шесть человек, четверо из них погибли. Убийца зарезал 19-летнего Луиса Родригеса, 30-летнего Антона Дэвиса и 20-летнего Ричарда Реннера. Последней жертвой, обнаруженной в этот день, стал Карл Рэмси. После этой резни убийца получил новое прозвище «Потрошитель из Мидтауна», поскольку нападения происходили уже не в Буффало, а в городе Нью-Йорк. 29 декабря он смертельно ранил ещё одного чернокожего парня, а 30 декабря напал на Альберта Менефи, которому удалось выжить. 1 января 1981 года Джозеф Кристофер напал на Ларри Литтла и Кэлвина Криппена, но они смогли отбиться от своего противника.
18 января, находясь на базе, напал на коллегу Леонарда Колза, после чего был помещён в военную тюрьму, где пытался совершить самоубийство, порезав себя. При обследовании психиатром заявил, что «должен был» убивать чёрных. После этого в его доме был проведён обыск, где были найдены улики, указывавшие на трое убийств.
В октябре 1981 года Кристофер отказался от своего права на суд присяжных в Буффало и от нанятых матерью адвокатов, желая представлять свои интересы самостоятельно. Спустя два месяца его признали невменяемым, однако потом это решение изменили. В апреле 1982 года его признали виновным и приговорили к 60 годам тюремного заключения в тюрьме максимального режима Аттика. Несмотря на 12 известных погибших, сам Кристофер признался в 13 убийствах. В 1985 решение было пересмотрено, и срок заменили на пожизненный. Кристофер умер 1 марта 1993 года от редкой формы рака груди, проведя в тюрьме 12 лет.